# Schitul Buliga
Schitul Buliga a fost o importantă instituție religioasă și educațională pentru orașul Pitești și pentru întreaga sa zonă în perioada cuprinsă între secolele al XVII-lea și al XIX-lea. Fondat în jurul anului 1600, acest schit a reprezentat un centru de învățătură religioasă și spirituală, dar și un pol cultural și social pentru comunitatea locală. Biserica sa, inițial construită din cărămidă în locul unei biserici mai vechi din lemn, a reprezentat un simbol al credinței ortodoxe, al educației și al solidarității sociale pentru locuitorii orașului.
Unul dintre principalii ctitori ai bisericii și schitului a fost Martin Buliga, cunoscut și sub numele de Martin Cupetul. Acest mare negustor din acea epocă a fost unul dintre pilonii care au susținut financiar construcția bisericii și au contribuit la întreținerea și dezvoltarea schitului. Prin generozitatea sa, Martin Buliga a permis dotarea bisericii cu obiecte liturgice de valoare și a susținut înființarea unei școli românești în incinta schitului, oferind astfel educație gratuită copiilor săraci din oraș.
Egumenia Schitului Buliga a fost preluată în 1786 de către călugărul moldovean Partenie Nica, care a condus schitul timp de patru decenii și un an. Acest egumen priceput și gospodar a pus bazele unei administrații eficiente și a contribuit la extinderea și modernizarea schitului. Sub conducerea sa, au fost ridicate noi chilii pentru călugări și s-au efectuat reparații ample la biserica existentă, consolidând astfel poziția schitului în comunitatea locală.
Pe parcursul secolului al XIX-lea, Schitul Buliga a continuat să fie un centru de spiritualitate și educație pentru locuitorii din Pitești și din împrejurimi. Sub conducerea arhiereului Samuil Titeșcu, schitul a găzduit o școală teologică care a pregătit tineri pentru preoție și pentru slujirea în biserică. Arhiereul Samuil a fost cunoscut pentru generozitatea sa și pentru grija pe care a arătat-o față de elevi, oferindu-le totul gratuit, de la hrană și îmbrăcăminte la cărți și materiale de studiu.
Cu toate acestea, în ciuda importanței sale istorice și culturale, Schitul Buliga a fost demolat în anul 1900 pentru a face loc construcției Prefecturii. Acest lucru a fost în urma unei decizii administrative de a demola biserica și de a construi un edificiu administrativ modern în locul său. Desigur, această decizie a stârnit controverse și proteste din partea celor care doreau să păstreze memoria și tradiția schitului, însă în cele din urmă, construcția noii Prefecturi a dus la dispariția fizică a Schitului Buliga.
Astăzi, locul unde se afla odinioară Schitul Buliga este marcat doar de o placă de marmură și de o cruce de piatră, amintindu-le trecătorilor de istoria și importanța sa în viața comunității piteștene. Deși biserica în sine a dispărut, moștenirea sa culturală și spirituală continuă să trăiască în memoria celor care își amintesc de ea și în valorile și tradițiile transmise din generație în generație.